# Манти
Манти́ — традиційна м'ясна страва народів Центральної Азії, Туреччини, Монголії, Кореї, Татарстану, Башкортостану, Криму.
Манти складаються з дрібно нарізаного м'яса в тонко розкатаному тісті. Манти готують на парі в спеціальному посуді — манти — каскане.
Готові манти або заправляти катиком або сметаною, або заливати наваристим м'ясним бульйоном і посипати чорним перцем і зеленню кінзи.

## Приготування
Існує безліч рецептів приготування цієї страви в кухнях різних народів.
Рецепт від В.В. Похльобкіна (узбецька кухня)
Манти відрізняються від пельменів, по-перше, розміром, по-друге, начинкою, по-третє, варінням на парі, а не у воді, у спеціальній каструлі — манти-каскані. Такий спосіб приготування дозволяє зберегти форму для цих виробів, а також зробити страву зовні гарною.
Складники:
- для тіста: 500 г борошна, 1 яйце, 1 ч. ложка солі, 0,5 склянки води.
- для фаршу: 1 кг м'яса (баранина), 500 г цибулі, 0,5 склянки солоної води (1 ч. ложка солі), 1–1,5 ч. ложки чорного перцю, 100–150 г курдючного сала.

Спочатку потрібно замісити тісто, накрити тканиною та залишити на 30-40 хв. М'ясо баранини нарізати на маленькі шматки, додати до фаршу цибулю, солону воду, мелений перець. Все перемішати. Нарізати тісто на квадрати та покласти начинку (додати курдючне сало). Розкласти манти на дно манти-каскани, збризнути водою, накрити кришкою та варити 45 хв на парі. Після закипання манти варяться ще півгодини.
Готові манти заправляються катиком (кислим молоком) або сметаною, або бульйоном. Додають за смаком спеції.

## Галерея

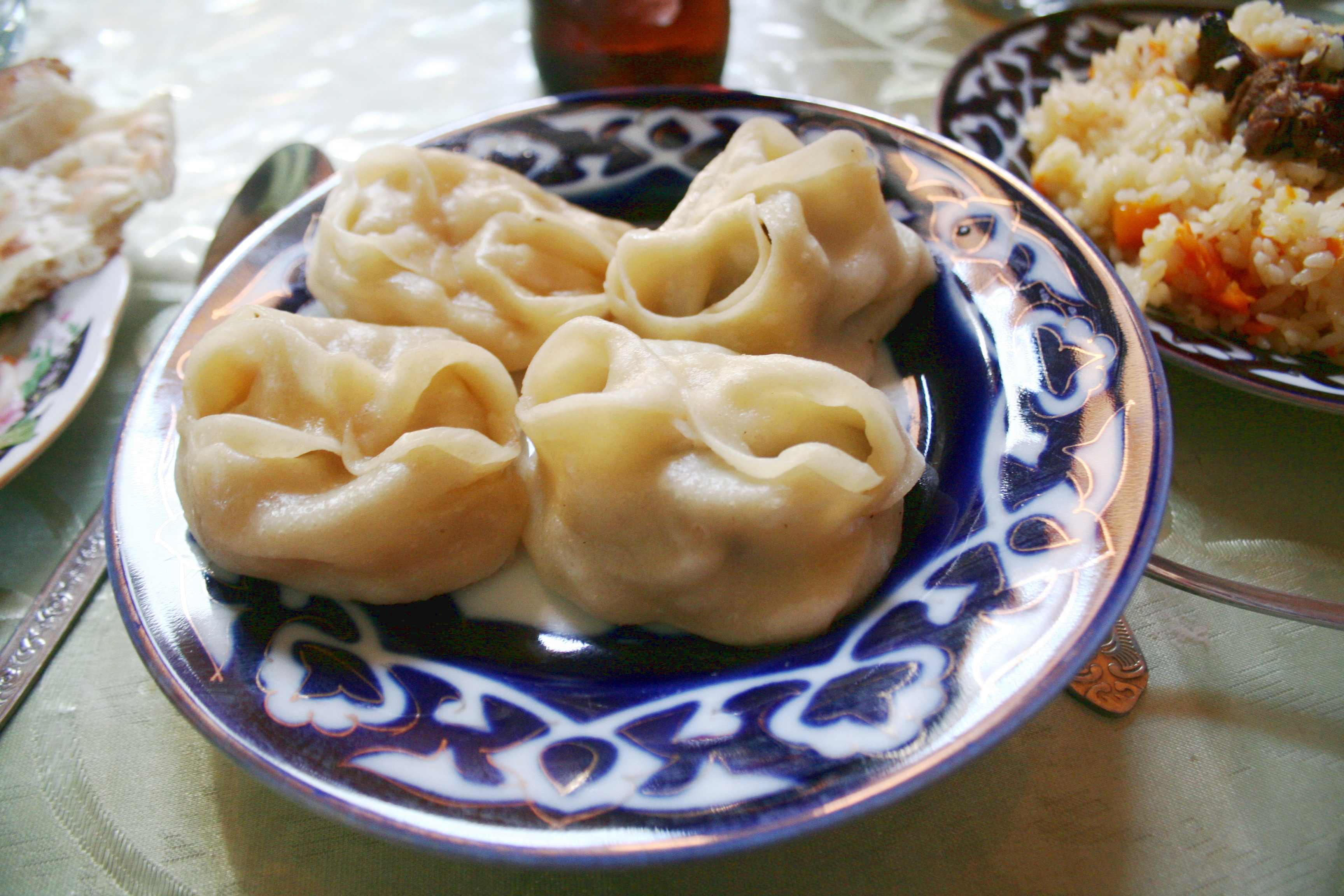
Узбецькі манти
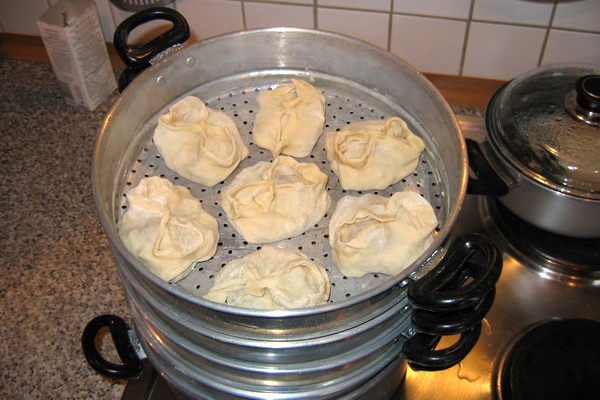
Готові манти ручного виготовлення в каскані
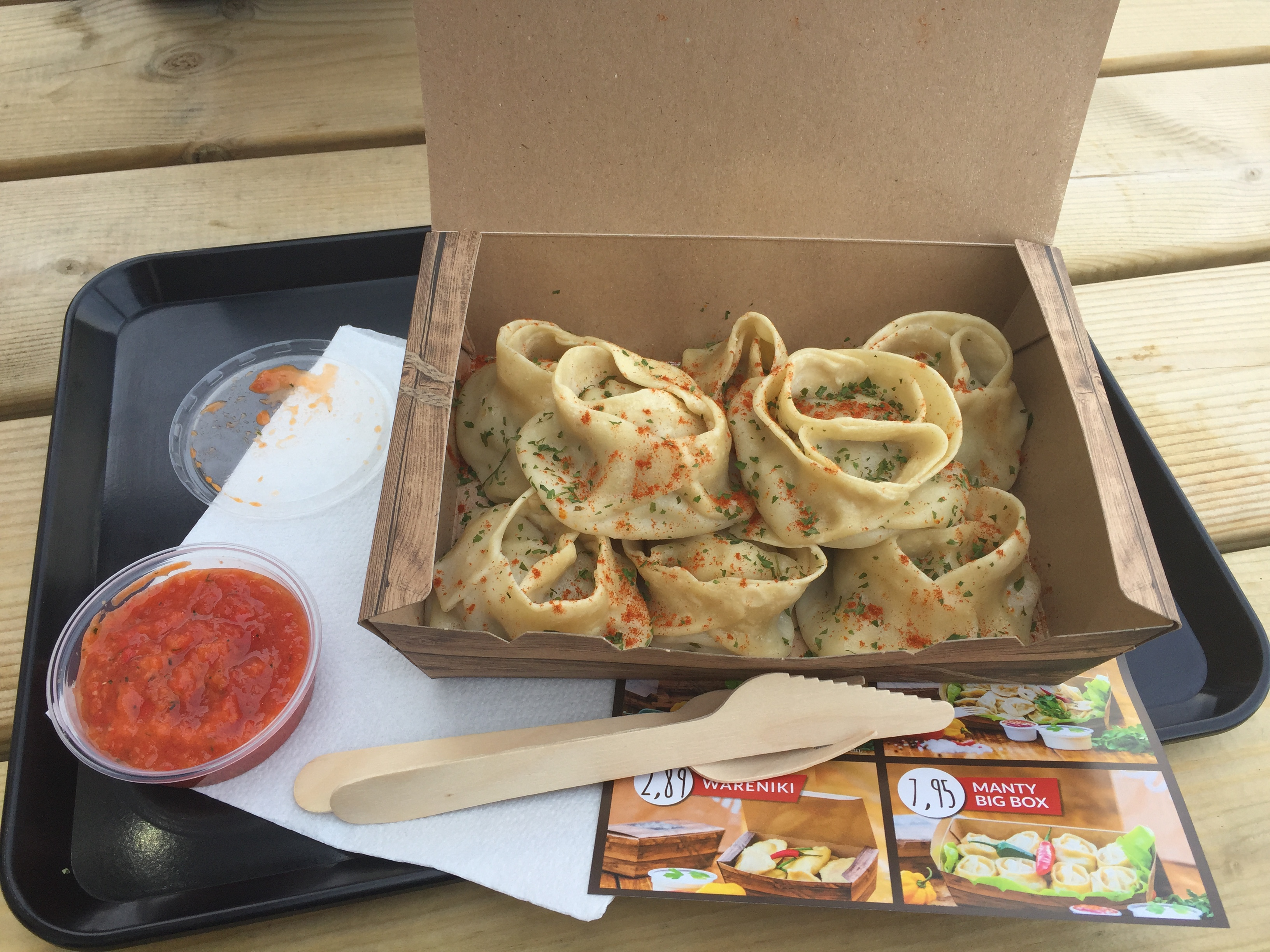
Манти в закусочній (Німеччина)